# 840

## Починали
- 20 юни – Луи Благочестиви, франкски крал